# José Feliciano
José Montserrate Feliciano García (ur. 10 września 1945 w Lares) – portorykański kompozytor, autor tekstów i gitarzysta. Wykonawca popularnych piosenek pochodzenia południowoamerykańskiego, również utworów bluesowych i soulowych.
Urodził się w Lares w Portoryko jako jedno z jedenaściorga dzieci. Jest niewidomy wskutek wrodzonej jaskry. Od dziecka edukował się muzycznie. Gdy miał pięć lat, jego rodzina przeniosła się do Nowego Jorku. W wieku lat siedemnastu zakończył szkołę i zajął się grą w klubach, występował też w Detroit.
Najbardziej znane utwory: „Felíz Navidad”, „Che sarà”, „Malaguena”, „Masters of War”, „Hitchcock Railway”, „Life Is That Way”, „Cuando Pienso En Ti” i „Sin Luz”.

## Dyskografia

### Anglojęzyczna
- 1964 – The Voice and Guitar of Jose Feliciano
- 1966 – A Bag Full of Soul
- 1966 – Fantastic Feliciano
- 1968 – Feliciano!
- 1968 – Souled
- 1969 – Feliciano / 10 To 23
- 1969 – Alive Alive O!
- 1970 – Fireworks
- 1970 – Felíz Navidad
- 1971 – Encore!
- 1971 – Che sarà
- 1971 – That the Spirit Needs
- 1971 – Another Record
- 1972 – Sings
- 1972 – Memphis Menu
- 1973 – Compartments
- 1973 – Peter Stuyvesant presents José Feliciano in concert with the London Symphony Orchestra
- 1974 – For My Love, Mother Music
- 1974 – And The Feeling’s Good
- 1975 – Affirmation
- 1975 – Just Wanna Rock and Roll
- 1976 – Angela
- 1977 – Sweet Soul Music
- 1981 – José Feliciano
- 1983 – Romance In The Night
- 1989 – I’m Never Gonna Change
- 1990 – Steppin’ Out (Optimism Records)
- 1996 – Present Tense
- 1996 – On Second Thought
- 2006 – Six-String Lady (instrumentalny)
- 2007 – Soundtrax of My Life
- 2009 – The Paris Concert (live)
- 2009 – American Classics (digital download)
- 2009 – Djangoisms (digital download)

### Hiszpańskojęzyczna
- 1966 – El Sentimiento La Voz y la Guitarra
- 1966 – La Copa Rota
- 1967 – Sombra
- 1967 – ¡El Fantástico!
- 1967 – Mas Éxitos de José
- 1968 – Felicidades Con Lo Mejor de José Feliciano
- 1968 – Sin Luz
- 1970 – Feliz Navidad
- 1971 – En Mi Soledad – No Llores
- 1971 – José Feliciano Dos Cruces
- 1971 – José Feliciano January 71
- 1971 – José Feliciano Canta Otra
- 1982 – Escenas de Amor
- 1983 – Me Enamoré
- 1984 – Como Tú Quieres
- 1985 – Ya Soy Tuyo
- 1986 – Te Amaré
- 1987 – Tu Inmenso Amor
- 1990 – Niña
- 1992 – Latin Street '92
- 1996 – Americano
- 1998 – Señor Bolero
- 2003 – Señor Bolero 2
- 2003 – Guitarra Mía Tribute
- 2004 – A México, Con Amor
- 2006 – Jose Feliciano y amigos
- 2007 – Señor Bachata
- 2008 – Con Mexico en el corazón